# Mysoria
Mysoria is een geslacht van vlinders van de familie dikkopjes (Hesperiidae), uit de onderfamilie Pyrrhopyginae.

## Soorten
- M. affinis (Herrich-Schäffer, 1869)
- M. amra (Hewitson, 1871)
- M. barcastus (Sepp, 1855)
- M. galgala (Hewitson, 1866)
- M. thasus (Stoll, 1781)
- M. wilsoni Freeman, 1969